# Samson (canção)
"Samson" foi o tema que representou a  Bélgica no Festival Eurovisão da Canção 1981, interpretado em neerlandês por Emly Starr. A referida canção tinha letra de Kick Dandy, Penny Els, música de Kick Dandy, Giuseppe Marchese e foi orquestrada por Giuseppe Marchese.
A canção é inspirada pelo episódio bíblico de Sansão e Dalila. Starr canta que o seu amado é como Sansão e que não está interessado no amor dela, não passando de um playboy. Ela sugere que ele deveria ver nela uma Dalila que o derrotaria. 
A canção belga foi a 16.ª canção a ser interpretada na noite do evento (depois da canção portuguesa e antes da canção grega cantada por Yiannis Dimitras). No final da votação, a canção belga recebeu 40 pontos e classificou-se em 13.º lugar (entre 20 países participantes). 